# Thank U, Next
Thank U, Next (stylizowany zapis: thank u, next) – piąty album studyjny amerykańskiej piosenkarki i autorki tekstów Ariany Grande. Został on wydany 8 lutego 2019 roku przez wytwórnię Republic Records.  
Ariana Grande współpracowała z wieloma producentami: Tommym Brownem, Maxem Martinem, Ilyą Salmanzadeha oraz Andrew "Pop" Wanselem. Teksty utworów, które znalazły się na albumie nawiązują do prywatnego życia piosenkarki w tym do śmierci jej byłego partnera Maca Millera.

## Historia albumu
Prace nad albumem rozpoczęto w październiku 2018 roku, dwa miesiące po wydaniu albumu Sweetener.
3 listopada 2018 roku wydano promujący singiel o tej samej nazwie. Jest to pierwszy utwór Ariany Grande, który znalazł się na szczycie listy Billboard Hot 100, utrzymując się na niej przez siedem tygodni. Oficjalny teledysk pobił rekord platformy YouTube, gdzie w ciągu dwudziestu czterech godzin został odtworzony 55,4 miliona razy. 
Drugi singiel promujący album, 7 Rings, został wydany 18 stycznia 2019 roku i trafił na najwyższą pozycję list przebojów w piętnastu krajach. Dzięki niemu piosenkarka stała się trzecią artystką, której co najmniej dwie piosenki znalazły się na tej samej pozycji amerykańskiego notowania. 
Za sprawą trzeciego singla, Break Up with Your Girlfriend, I'm Bored, który znalazł się na pierwszym miejscu notowania UK Singles Chart, piosenkarka została pierwszą żeńską artystką, która zastąpiła samą siebie na szczycie brytyjskiego notowania.
W ramach promocji albumów Sweetener oraz Thank U, Next artystka wyruszyła w czwartą trasę koncertową – Sweetener World Tour. Po zakończeniu tournée artystka, w ramach podziękowania dla swoich fanów, wydała k bye for now (swt live) – album zawierający występy na żywo zarejestrowane podczas trasy koncertowej.
W Polsce album uzyskał czterokrotnie status platynowej płyty.

## Lista utworów

### Wersja standardowa
| Nr  | Tytuł utworu                               | Autor tekstu | Muzyka                           | Długość |
| --- | ------------------------------------------ | --- | -------------------------------- | ------- |
| 1.  | „Imagine”                                  | Andrew Wansel, Nathan Perez, Priscilla Renea, Jameel Roberts, Ariana Grande                                                 | Andrew "Pop" Wansel, Happy Perez | 3:32    |
| 2.  | „Needy”                                    | Grande, Victoria Monét, Tayla Parx, Thomas Brown                                                                            | Brown                            | 2:51    |
| 3.  | „NASA”                                     | Grande, Monét, Parx, Brown, Charles Anderson                                                                                | Brown, Anderson                  | 3:02    |
| 4.  | „Bloodline”                                | Grande, Max Martin, Ilya Salmanzadeh, Savan Kotecha                                                                         | Martin, Salmanzadeh              | 3:36    |
| 5.  | „Fake Smile”                               | Wansel, Perez, Renea, Kennedi Lykken, Justin Tranter, Grande, Joseph W. Frierson, Mary Lou Frierson                         | Wansel, Perez                    | 3:28    |
| 6.  | „Bad Idea”                                 | Grande, Martin, Salmanzadeh, Kotecha                                                                                        | Martin, Salmanzadeh              | 4:27    |
| 7.  | „Make Up”                                  | Grande, Monét, Parx, Brown, Brian Baptiste                                                                                  | Brown, Baptiste                  | 2:20    |
| 8.  | „Ghostin”                                  | Grande, Martin, Salmanzadeh, Kotecha, Monét, Parx                                                                           | Martin, Salmanzadeh              | 4:31    |
| 9.  | „In My Head”                               | Wansel, Grande, Perez, Brittany "Chi" Coney, Denisia Andrews, Lindel Deon Nelson, Jr., Roberts                              | Wansel, Perez, Nova Wav          | 3:42    |
| 10. | „7 Rings”                                  | Grande, Monét, Parx, Njomza Vitia, Kimberly Krysiuk, Brown, Michael Foster, Anderson, Richard Rodgers, Oscar Hammerstein II | Brown, Social House              | 2:58    |
| 11. | „Thank U, Next”                            | Grande, Monét, Parx, Vitia, Krysiuk, Brown, Foster, Anderson                                                                | Brown, Social House              | 3:27    |
| 12. | „Break Up with Your Girlfriend, I'm Bored” | Grande, Martin, Salmanzadeh, Kotecha, Kandi Burruss, Kevin Briggs                                                           | Martin, Salmanzadeh              | 3:10    |
|     |                                            | |                                  | 41:04   |

## Historia wydania
| Region     | Data            | Edycja      | Format                          | Wytwórnia        | Przypisy      |
| ---------- | --------------- | ----------- | ------------------------------- | ---------------- | ------------- |
| Cały świat | 8 lutego 2019   | standardowa | CD, digital download, kaseta    | Republic Records | [ 27 ] [ 28 ] |
| Cały świat | 10 maja 2019    | standardowa | płyta gramofonowa               | Republic Records | [ 29 ]        |
| Japonia    | 26 czerwca 2019 | deluxe      | CD, digital download, płyta DVD | Universal Music  | [ 30 ]        |